# Kanzaki
Kanzaki (jap. 神埼市 Kanzaki-shi) – miasto w Japonii, na wyspie Kiusiu, w prefekturze Saga.
Miasto Kanzaki powstało 20 marca 2006 roku przez dołączenie do miejscowości Kanzaki, miasteczka Chiyoda oraz wioski Sefuri (wszystkich z powiatu Kanzaki). W wyniku tego połączenia nie ma już żadnych wsi w prefekturze Saga.

## Uczelnie
- Nishikyushu University

## Populacja
Zmiany w populacji Kanzaki w latach 1970–2015:
| Rok  | Populacja |
| ---- | --------- |
| 1970 | 31 895    |
| 1975 | 31 080    |
| 1980 | 31 815    |
| 1985 | 32 339    |
| 1990 | 32 502    |
| 1995 | 33 049    |
| 2000 | 33 648    |
| 2005 | 33 537    |
| 2010 | 32 901    |
| 2015 | 31 871    |